# Abdelkader Rahim
Abdelkader Rahim, parfois nommé Kader Rahim, né le 12 juillet 1990 à Saint-Dizier, est un joueur franco-algérien de handball. Il joue au poste d'arrière-gauche ou de demi-centre en équipe nationale d'Algérie depuis 2010 et dans le club français  du Dunkerque HGL depuis 2017

## Palmarès

### En clubs
- Finaliste de la Coupe de France : 2019 (avec Dunkerque HGL)
- Finaliste de la Coupe des président des Émirats arabes unis  : 2023  (avec  Al-Ahli Dubaï)

### Enéquipe d'Algérie
Championnat du monde
- 15e place au championnat du monde 2011 ( Suède)
- 17e place au championnat du monde 2013 ( Espagne)
- 22e place au Championnat du monde 2021 ( Égypte)
- 31e place au Championnat du monde 2023 ( Pologne/ Suède)

Championnats d'Afrique
- Médaille d'argent au championnat d'Afrique 2012 ( Maroc)
- Médaille d'or au championnat d'Afrique 2014 ( Algérie)
- 4e place au Championnat d'Afrique 2016 ( Égypte)
- 5e place au Championnat d'Afrique  2022 ( Égypte)

Championnats du monde junior et  jeunes
- 14e place au Championnat du monde jeunes 2009 ( Tunisie)
- 14e place au Championnat du monde junior 2011 ( Grèce)

Championnat d'Afrique junior
- Médaille de bronze au Championnat d’Afrique junior 2010 ( Gabon)

### Distinctions personnelles
- élu meilleur demi-centre championnat d'Afrique 2014

## Statistiques en championnat de France
| Saison  | Div.   | Club               | MJ  | Buts | Tirs | %       | 7m | Champ | 2 min | Moy. |
| ------- | ------ | ------------------ | --- | ---- | ---- | ------- | -- | ----- | ----- | ---- |
| 2013/14 | Div. 1 | USAM Nîmes Gard    | 022 | 050  | 119  | 42,02 % | 0  | 050   | 12    | 1,5  |
| 2014/15 | Div. 1 | USAM Nîmes Gard    | 08  | 02   | 6    | 33,33 % | 0  | 02    | 5     | 0,0  |
| 2015/16 | Div. 2 | Istres OPH         | 022 | 035  |      | %       |    |       |       |      |
| 2016/17 | Div. 1 | Sélestat Alsace HB | 026 | 043  | 80   | 53,75 % | 0  | 043   | 7     | 0,0  |
| 2017/18 | Div. 1 | Dunkerque HBGL     | 019 | 029  | 49   | 59,18 % | 0  | 029   | 7     | 0,0  |
| 2018/19 | Div. 1 | Dunkerque HBGL     | 022 | 019  | 39   | 48,72 % | 0  | 019   | 6     | 0,0  |
| Total   | Total  | Total              | 98  | 143  | 293  | 49 %    | 0  | 143   | 37    | 1,46 |